# Brandyn Dombrowski
Brandyn Dombrowski (Buffalo, 3 aprile 1985) è un giocatore di football americano statunitense che gioca nel ruolo di offensive tackle. Al college ha giocato a football alla San Diego State University.

## Carriera professionistica

### San Diego Chargers
Dombrowski non fu scelto nel Draft NFL 2008 ma firmò coi San Diego Chargers, passando tutta la sua prima stagione nella squadra di allenamento. Nel 2009, Dombrowski disputò la sua prima partita come guardia destra contro gli Oakland Raiders nel primo turno della stagione. La domenica successiva partì per la prima volta come titolare contro i Baltimore Ravens al posto dell'infortunato Louis Vasquez. Nel 2010, Dombrowski fu nominato tackle sinistro titolare dei Chargers. Nel 2013 venne svincolato.
Nel 2015, Dombrowski passò ai Las Vegas Outlaws nella Arena Football League, squadra fallita alla fine della stagione regolare.

## Statistiche
NFL
| Partite totali | 47 |
| Partite totali | 15 |

Statistiche aggiornate alla stagione 2014